# Đô thị vệ tinh
Đô thị vệ tinh hay Thành phố vệ tinh là đô thị nằm trong một vùng đô thị lớn với vị trí gần với thành phố trung tâm của vùng đô thị đó. Thành phố vệ tinh là đô thị loại II. Việc mở rộng của các thành phố lớn đưa đến khái niệm đô thị vệ tinh: hình thành các cụm đô thị từ các cụm dân cư, xây dựng các khu nhà mới tiện ích mới thu hút dân cư từ thành phố ra, phát triển các dịch vụ phục vụ thành phố lớn tại các thị trấn thị xã hiện có quanh thành phố.
Hà Nội có các đô thị vệ tinh: Sơn Tây, Sóc Sơn, Phú Xuyên, Xuân Mai, Hòa Lạc.

### Sách
- Guy G. Gordon (1957). The Wholesaling Potential of a Satellite City. University of California, Berkeley.